# Alexander Romanowitsch Beljajew

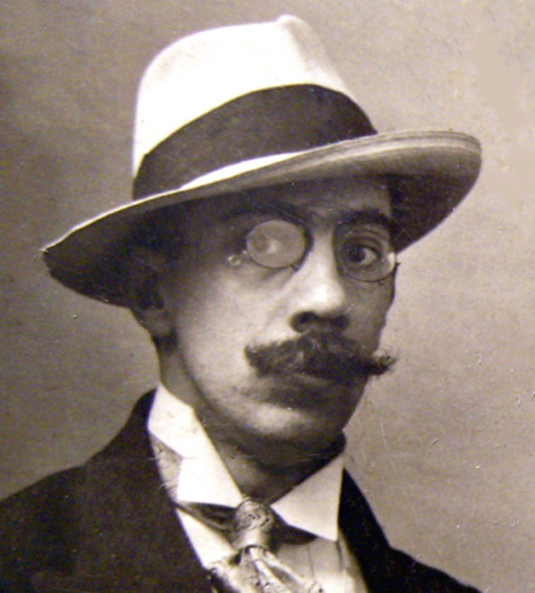
Beljajew 1915

Alexander Romanowitsch Beljajew (russisch Алекса́ндр Рома́нович Беля́ев; * 4. Märzjul. / 16. März 1884greg. in Smolensk; † 6. Januar 1942 in Puschkin) war ein russischer Schriftsteller und einer der ersten Science-Fiction-Autoren der Sowjetunion. Außerhalb der Sowjetunion wurde er vor allem durch seinen Roman Der Amphibienmensch bekannt, der in den 1960er Jahren verfilmt wurde.

## Biografie
Beljajew wurde in Smolensk als Sohn eines Geistlichen geboren. Gegen den Willen seines Vaters, der den Wunsch hatte, dass sein Sohn ebenfalls die Priesterlaufbahn einschlagen würde, nahm Beljajew 1901 ein Studium am Juristischen Lyzeum in Jaroslawl auf, das er fünf Jahre später auch abschloss. Danach arbeitete er mehrere Jahre lang in einer Anwaltskanzlei. Daneben widmete er sich aber immer mehr der Schauspielerei, einem Hobby, das er bereits seit seiner Jugendzeit pflegte. 1914 gab er schließlich seine juristische Tätigkeit zugunsten der Kunst auf, nachdem er infolge eines gewonnenen großen Prozesses finanziell unabhängig geworden war. Er unternahm ausgedehnte Reisen durch Europa und war dann unter anderem als Musik- und Theaterkritiker bei einer Kinderzeitschrift tätig.
Bedingt durch eine schwere Wirbelsäulentuberkulose, von der sich Beljajew sein Leben lang nicht richtig erholte, musste er 1916 nach Jalta ziehen, um sich dort stationär behandeln zu lassen. Jahrelang arbeitsunfähig – er lag von 1917 bis 1921 im Gipsbett –, fing er in Jalta an, Gedichte zu schreiben; gleichzeitig las er viel, unter anderem Science-Fiction-Klassiker wie Jules Verne oder H. G. Wells, von denen er sich später inspirieren ließ.
Nach Abschluss der medizinischen Behandlung war Beljajew Mitarbeiter einer Kriminalabteilung und Erzieher in einem Kinderheim, kurzzeitig fuhr er als Fischer zur See. 1923 zog Beljajew nach Moskau. Dort wurde er wieder als Jurist tätig und erhielt einen Posten im Volkskommissariat für Post und Telegrafie, begann jedoch parallel dazu mit seiner schriftstellerischen Tätigkeit. Aus dieser Zeit stammen bereits einige seiner bekanntesten SF-Werke, unter anderem Der Kopf des Prof. Dowell (1925) und Der Amphibienmensch (1928). 1928 zog Beljajew mit seiner Familie nach Leningrad, wo er sich seitdem primär als Autor betätigte. In den 1930er Jahren war Beljajew der wohl bekannteste Vertreter des SF-Genres in Russland und schrieb in dieser Zeit über zehn Romane und Dutzende Erzählungen. Die Werke Beljajews erfuhren positive Resonanz nicht nur bei vielen Schriftstellerkollegen, sondern auch bei renommierten Wissenschaftlern wie Konstantin Ziolkowski und Alexander Fersman. 1934 traf Beljajew in Leningrad mit H. G. Wells zusammen, der seine Werke ebenfalls lobte.
Seine letzten Jahre verbrachte Beljajew im Leningrader Vorort Puschkin. Nach dem Beginn des Deutsch-Sowjetischen Krieges 1941 lehnte er es ab, ins sowjetische Hinterland evakuiert zu werden, obwohl er gesundheitlich stark angeschlagen war. Dies wurde ihm und seiner Familie zum Verhängnis: Die Stadt Puschkin wurde von der deutschen Wehrmacht besetzt. Beljajew starb im Januar 1942 vermutlich an Unterernährung; seine genaue Begräbnisstätte ist nicht bekannt. Seine Frau und seine Tochter überlebten, weil sie sich als Volksdeutsche registrieren ließen und von der Wehrmacht beim Rückzug nach Polen evakuiert wurden. Deshalb wurden sie nach Kriegsende von den Sowjetbehörden nach Sibirien verbannt, wo sie elf Jahre verbringen mussten.

## Urheberrechte
Gemäß der bis zum 1. Oktober 1964 gültigen sowjetischen Gesetzgebung gingen Beljajews Werke 15 Jahre nach dem Tod des Autors in öffentliches Eigentum über. Nach dem Zerfall der Sowjetunion wurde in Russland die urheberrechtliche Gesetzgebung geändert, und die entsprechende Gültigkeitsfrist verlängerte sich zuerst auf 50, und nach 2004 auf 70 Jahre ab Todeszeitpunkt des Urhebers. Zudem verlängerte das russische „Gesetz über Urheberrecht und verwandte Schutzrechte“ diese Fristen um weitere vier Jahre für die Autoren, die während des Großen Vaterländischen Krieges tätig waren oder etwa den Militärtruppen angehörten.
2008 hatte der „Terra“-Verlag mit Beljajews Erbin einen Vertrag über die Veröffentlichung von dessen Werken abgeschlossen. Danach reichte „Terra“ eine Klage gegen die Verlage „AST Moskau“ und „Astrel“ ein. Die beiden Verlage gehören zur Verlagsgruppe AST und haben Beljajews Texte auch nach „Terras“ Vertragsabschluss publiziert. Das Moskauer Handelsgericht hatte der Klage mit dem Streitwert von über 7,5 Mrd. Rubel stattgegeben und dem „Astrel“-Verlag verboten, „die ungesetzlich publizierten Exemplare von A. Beljajews Werken zu verbreiten“. Die erste Revisionsinstanz widerrief die Beschlussklausel über Entschädigungszahlung und Staatsabgabe. Das Kassationsgericht widerrief die Beschlüsse der untergeordneten Instanzen und wies die Klage komplett ab, indem es Beljajews Werke seit dem 1. Januar 1993 als öffentliches Eigentum anerkannte, welches gegenwärtig keinen Schutzrechten unterliegt.
Inzwischen hatte auch das Landgericht von Krasnodar die Zugehörigkeit von Beljajews Werken zum öffentlichen Eigentum anerkannt.

## Werke (Auswahl)
Romane
- Последний человек из Атлантиды (Posledni tschelowek is Atlantidy, 1927)
- Борьба в эфире (Borba w efire, 1928)
- Вечный хлеб (Wetschny chleb, 1928)
- Властелин мира (Wlastelin mira, 1928)
- Человек-амфибия (Tschelowek-amfibija, 1928)
  - Deutsch: Der Amphibienmensch. Übersetzt von Gisela Frankenberg. Neues Leben, Berlin (DDR) 1984.
- Продавец воздуха (Prodawez wosducha, 1929)
- Звезда «КЭЦ» (Swesda KEZ, 1936)
- Голова профессора Доуэля (Golowa professora Douelja, 1937)
- Человек, нашедший своё лицо (Tschelowek, naschedschi swoio lizo, 1940)
- Ариэль (Arijel, 1941)

Erzählungen
- Голова профессора Доуэля (Golowa professora Douelja, 1926)
- Остров погибших кораблей (Ostrow pogibschich korablei, 1927)
- Мёртвая голова (Mjortwaja golowa, 1928)
- Ни жизнь, ни смерть (Ni schisn, ni smert, 1928)
  - Deutsch: Weder Leben noch Tod. In: Erik Simon, Olaf R. Spittel (Hg.): Duell im 25. Jahrhundert: Geschichten von glücklichen Welten und kommenden Zeiten. Das Neue Berlin, 1987, ISBN 3-360-00083-8.
- Светопреставление (Swetoprestawlenije, 1929)
- Золотая гора (Solotaja gora, 1929)
  - Deutsch: Das Goldgebirge (Übersetzer: Gerd-Michael Rose) in: Wilko Müller jr. (Hrsg.): Das Mondmetall. Edition SOLAR-X, 2015
- Мистер Смех (Mister Smech, 1937)

Professor-Wagner-Geschichten:
- Гость из книжного шкафа (Gost is knischnowo schkafa, 1926)
- Человек, который не спит (Tschelowek, kotory ne spit, 1926)
- Над бездной (Nad besdnoi, 1927)
- Творимые легенды и апокрифы (Tworimyje legendy i apokrify, 1929)
- Чертова мельница (Tschertowa melniza, 1929)
- Амба (Amba, 1929)
- Хойти-Тойти (Choiti-Toiti, 1930)
  - Deutsch: Hoity-Toity. In: Der Bote aus dem All : Erzählungen sowjetischer Schriftsteller. Verlag für fremdsprachige Literatur, Moskau 1960. Weitere Ausgabe: Edwin Orthmann (Hg.): Der Diamantenmacher. Neues Leben, Berlin 1972.
- Ковер-самолет (Kower-samolet, 1936)
- Невидимый свет (Newidimy swet, 1938)
  - Deutsch: Das unsichtbare Licht. In: Olaf R. Spittel, Erik Simon (Hg.): Der Traumfabrikant: Geschichten von erstaunlichen Erfindungen und phantastischen Abenteuern. Das Neue Berlin, 1985.
- Изобретения профессора Вагнера (Isobretenija professora Wagnera, 1988; Sammlung von acht Professor-Wagner-Geschichten, es fehlt Невидимый свет)

Werke
- Избранные научно-фантастические произведения (Isbrannyje nautschno-fantastitscheskije proiswedenija, 3 Bde. Moskau, 1956–1957)

## Verfilmungen
- Der Amphibienmensch (UdSSR, 1962)
- Verkäufer der Luft (UdSSR, 1967)
- Professor Dowells Testament ("Завещание профессора Доуэля", 1984, UdSSR)

## Beljajew-Preis
1990 stiftete die Sektion für wissenschaftlich-künstlerische und Science-Fiction Literatur der Leningrader Organisation des Schriftstellerverbands der UdSSR den Beljajew-Preis.